# Бежевець Олександр Савович
Олександр Савович Бежевець (16 липня 1929 — 22 липня 2015) — заслужений льотчик-випробувач СРСР (1971), Герой Радянського Союзу (1975), генерал-майор авіації (1978).

## Життєпис
Народився в селі Сліпчиці, (нині Черняхівського району Житомирської області, Україна). Українець. У 1948 році закінчив Київську спецшколу ВПС.
В армії з 1948 року. У 1951 році закінчив Батайське військове авіаційне училище льотчиків, до 1954 року був в ньому льотчиком-інструктором. У 1959 році закінчив Військово-повітряну інженерну академію імені А. Ф. Можайського.
З 1959 року по 1988 рік — на льотно-випробувальної роботи в Державному Червонопрапорному науково-випробувальному інституті ВПС. У 1975—1983 роках був начальником 1-го Управління, займався випробуваннями літаків в Ахтюбинську, а в 1983—1988 роках — начальником 4-го Управління, яке проводило випробування військово-транспортних літаків і вертольотів на аеродромі «Чкаловський». Провів державні випробування надзвукових бойових літаків МіГ-25Р (1966—1967), МіГ-23Б (1969—1970), МіГ-27К (1974), МіГ-31 (1979), МіГ-29 (1980—1981), реактивного військово транспортного літака Ан-124 (1983—1984) та інших літаків.
З березня 1971 року по квітень 1972 року брав участь в бойових діях в Єгипті. Був командиром особливого загону, що складався з секретних на той час надзвукових літаків-розвідників МіГ-25Р. Особисто здійснив 50 бойових вильотів (з них 2 — над територією Ізраїлю).
За мужність і героїзм, проявлений при випробуванні нової авіаційної техніки, полковнику Бежевця Олександра Савовича Указом Президії Верховної Ради СРСР від 3 квітня 1975 присвоєно звання Героя Радянського Союзу з врученням ордена Леніна і медалі «Золота Зірка» (№ 11232).
У листопаді 1981 був удостоєний Державної премії СРСР за успішні випробування надзвукового перехоплювача МіГ-31. Всього освоїв 80 типів літаків.
З січня 1989 року — в запасі. До 1998 року працював представником льотно-дослідницького інституту імені М. М. Громова на аеродромі «Чкаловський». Жив в селищі Чкаловський (в межах міста Щолково) Московської області.
Помер 22 липня 2015 року в Центральному науково-дослідному авіаційному госпіталі. Похований на Федеральному військовому меморіальному кладовищі.

## Нагороди
- Медаль «Золота Зірка» Героя Радянського Союзу (№ 11232)
- Два ордени, Леніна (1975, 1982)
- Орден Червоного Прапора (1971)
- Медалі
- Лауреат Державної премії СРСР (1981)
- Заслужений льотчик-випробувач СРСР (1971)

Лауреат премії уряду Російської Федерації (2011)